# 콜롬비아 U-17 축구 국가대표팀
콜롬비아 U-17 축구 국가대표팀(스페인어: selección de fútbol sub-17 de Colombia)은 해당 연령대의 국제 축구에서 콜롬비아를 대표하는 축구 국가대표팀이며, 콜롬비아의 축구 관리 기관인 콜롬비아 축구 연맹의 관리를 받는다. 해당 대표팀은 CONMEBOL U-17 챔피언십과 같은 대회 준비를 위해 주로 소집된다.
2003년과 2009년에 열린 FIFA U-17 월드컵 에서 4위를 기록했으며, 1993년에 콜롬비아에서 열린 CONMEBOL U-17 챔피언십에서는 우승했다.